# Reumatisme
Un reumatisme o trastorn reumàtic és un terme no específic per a problemes mèdics que afecten les articulacions, el cor, els ossos, els ronyons, la pell i pulmons. L'estudi de les intervencions terapèutiques en aquests trastorns es diu reumatologia. Actualment, moltes d'aquestes malalties són ara conegudes com a trastorns del sistema immunitari, i la reumatologia és cada vegada més l'estudi de la immunologia.

## Terminologia
El terme reumatisme, tot i que encara s'usa de forma col·loquial i en contextos històrics, ja no s'utilitza de manera freqüent en la literatura mèdica o tècnica; és, doncs, un terme obsolet. De fet, seria més apropiat dir que ja no hi ha cap trastorn reconegut que s'anomeni simplement reumatisme. El terme tradicional cobreix una gamma de problemes diferents, de manera que atribuir els símptomes a "reumatisme" no vol dir massa. No obstant això, fonts relacionades amb el reumatisme tendeixen a centrar-se en l'artritis o l'artrosi, encara que allò conegut com a "reumatisme de parts toves" o "síndrome de dolor regional" pot causar gran incomoditat i dificultat, i es classifica com a malaltia reumatològica. D'altra banda, l'artritis i el reumatisme, conjuntament, cobreixen com a mínim 200 trastorns diferents.
En el MeSH, per a buscar els trastorns del teixit connectiu, cal utilitzar el terme "malalties reumàtiques" (Rheumatic Diseases).
El reumatisme palindròmic ha estat la teoria d'una forma d'artritis reumatoide.

## Tipus
Els principals trastorns reumàtics reconeguts en l'actualitat inclouen:
- Lumbago
- Bursitis/Tendinitis, (mal d'espatlla, canell, bíceps, cames, genoll, turmell, taló i maluc).
- Capsulitis
- Tenosinovitis
- Artrosi
- Artritis psoriàtica
- Febre reumàtica
- Artritis reumatoide
- Espondilitis anquilosant
- Lupus eritematós
- Arteritis de cèl·lules gegants i polimiàlgia reumàtica
- Miositis

Malgrat que aquests trastorns, probablement, tenen poc en comú pel que fa a la seva epidemiologia, sí que comparteixen dues característiques: causar dolor crònic (encara que sovint intermitent), i que són difícils de tractar. També són, col·lectivament, molt comuns.

## Tractament
Un gran nombre de remeis herbaris tradicionals es recomanen per al "reumatisme". Els antics grecs van donar a conèixer que el verí de l'abella tenia alguns efectes beneficiosos en alguns tipus de reumatisme. L'oli de fetge de bacallà també s'hi ha utilitzat com un remei.
La medicina moderna, tant convencional com complementària, reconeix que les malalties reumàtiques tenen diferents causes (i alguns d'aquestes tenen múltiples causes) i requereixen diferents tipus de tractament
No obstant això, el tractament inicial en les malalties reumatològiques més importants és amb analgèsics, com paracetamol i antiinflamatoris no esteroidals (AINE).
Els diferents antireumàtics actualment es classifiquen en tres grups:
- Antiinflamatoris no esteroidals (AINE)
- Glucocorticoides
- Fàrmacs antireumàtics modificadors de la malaltia

## El reumatisme i el clima
Des de fa molt de temps, s'ha dit que hi ha un vincle del reumatisme amb el clima. Una enquesta del 1995 va donar a conèixer que 557 persones entrevistades per A. Naser i d'altres en el Centre de tractament del dolor del Brigham & Women's Hospital, i es va arribar a la conclusió que "els canvis en la pressió atmosfèrica són el principal vincle entre el clima i el dolor. La baixa pressió s'associa, generalment, amb un clima fred, humit i un augment del dolor. Les condicions seques són senyal d'alta pressió i una disminució del dolor ".

## Plantes d'efecte antireumàtic
Tot i que no és reconegut per la Comissió E del Ministeri Alemany, el llorer, tradicionalment, s'ha utilitzat com a antireumàtic. Altres plantes amb aquesta propietat són:
- l'àlber
- la llimona
- l'ortiga gran
- el salze blanc